# Microrégion de São Miguel do Oeste
La microrégion de São Miguel do Oeste est l'une des cinq microrégions qui subdivisent la région Ouest de l'État de Santa Catarina au Brésil.
Elle comporte 21 municipalités qui regroupaient 164 426 habitants après le recensement de 2010 pour une superficie totale de 4 244 km2.

## Municipalités
- Anchieta
- Bandeirante
- Barra Bonita
- Belmonte
- Descanso
- Dionísio Cerqueira
- Guaraciaba
- Guarujá do Sul
- Iporã do Oeste
- Itapiranga
- Mondaí
- Palma Sola
- Paraíso
- Princesa
- Riqueza
- Romelândia
- Santa Helena
- São João do Oeste
- São José do Cedro
- São Miguel do Oeste
- Tunápolis